# Голиад (Техас)
Го́лиад (англ. Goliad) — город в США, расположенный в юго-восточной штата Техас, административный центр одноимённого округа. По данным переписи за 2010 год число жителей составляло 1908 человек, по оценке Бюро переписи США в 2015 году в городе проживало 1986 человек.

## История

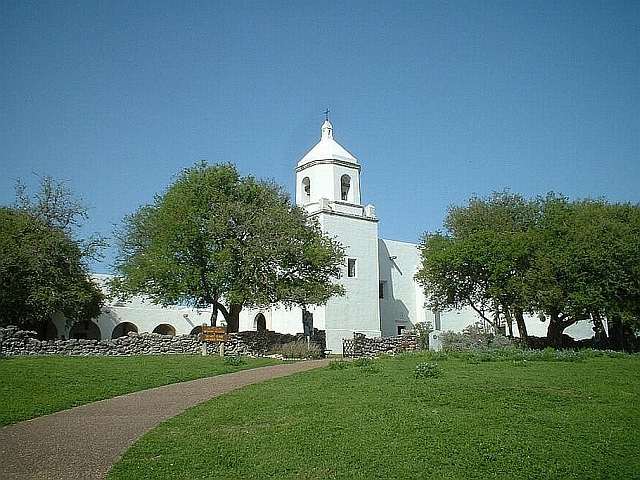
Миссия Нуэстра-Сеньора-дель-Эспириту-де-Зуньига, установленная в 1749 году.

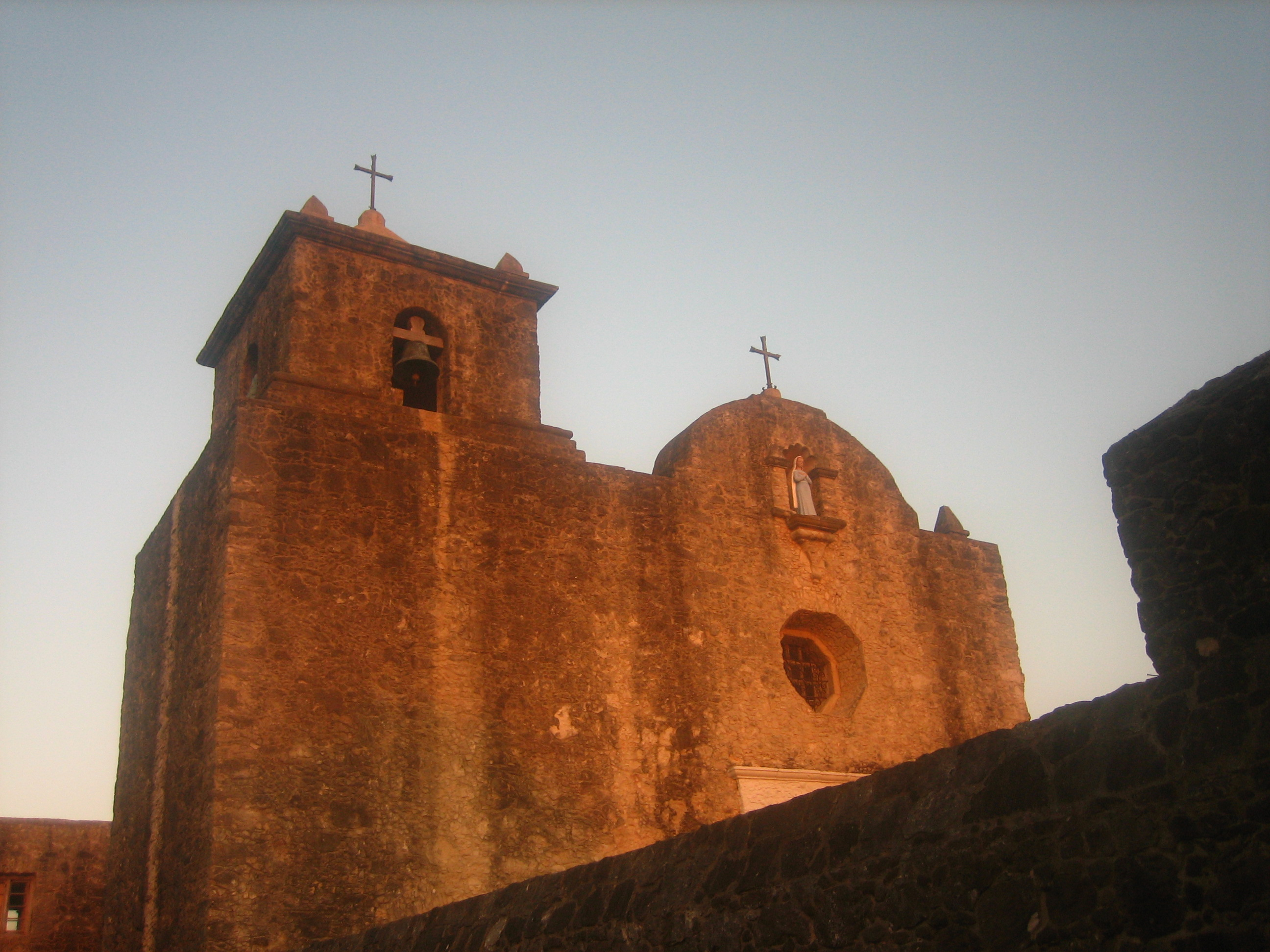
Часовня в Пресидио-Ла-Байя.

### Испания
В 1747 году испанское правительство отправило Хосе де-Эскандона проинспектировать северную границу своих североамериканских колоний, включая территорию Испанского Техаса. В своём финальном отчёте Эскандон рекомендовал переместить крепость Пресидио-Ла-Байя с берегов реки Гуадалупе к реке Сан-Антонио для того, чтобы крепость имела возможность помогать поселениям вдоль реки Рио-Гранде. Примерно в октябре 1749 года крепость и миссия Нуэстра-Сеньора-дель-Эспириту-де-Зуньига, которую та защищала, были перемещены на новое место. Эскандон предложил переехать в регион 25 мексиканским семьям, чтобы образовать гражданское поселение рядом с крепостью, однако требуемого числа добровольцев не набралось.
По итогам Семилетней войны к Испании отошла Луизиана, а Франция отказалась от своих претензий на Техас. С избавлением от угрозы со стороны Франции, испанская монархия посылает на северные границы маркиза де-Руби для инспекции всех пресидио на северных рубежах Новой Испании и выработки новых рекомендаций на будущее. Руби рекомендовал закрыть несколько крепостей, а Ла-Байя перестроить и сделать каменной. Вскоре Ла-Байя осталась единственной крепостью на всём побережьи от Рио-Гранде до Миссисипи/ Крепость располагалась на пересечении крупных торговых и военных путей и быстро стала одной из трёх наиболее важных точек в Техасе наряду с Бехаром и Накодочесом. Вскоре рядом с крепостью появилось гражданское поселение Ла-Байя. К 1804 году поселение обладало одной из всего двух школ на территории Техаса.
В начале августа 1812 года, в ходе войны за независимость Мексики, революционер Бернардо Гутьеррес де Лара с рекрутами, называвшими себя Республиканской армией Севера, вторгся в Техас. В ноябре того же года мятежники захватили крепость. В течение четырёх последующих месяцев техасский губернатор Мануэль Мария де Сальседо осаждал форт. 19 февраля, не в состоянии сломить сопротивление защитников крепости, губернатор снял осаду и повернул к Сан-Антонио-де-Бехар. Мятежники контролировали пресидио до июля—августа 1813 года, после чего контроль над Техасом был восстановлен усилиями войск Хосе Хоакина де Арредондо. Член Республиканской армии Севера Генри Перри попытался вновь захватить крепость в 1817 году, однако защитники пресидио вместе с подкреплением из Сан-Антонио нанесли поражение мятежникам 18 июля около ручья Колето-Крик.
Регион вновь подвергся атаке в 1821 году. В 1819 году США и Испания подписали договор Адамса — Ониса о территориальном размежевании, по результатам которого США снимали все претензии на территорию Техаса. Несмотря на это, в 1821 году экспедиция флибустьеров из 52 человек под командованием Джеймса Лонга захватила Ла-Байю, однако через четыре дня, когда из Бехара пришли силы полковника Игнасио Переса, флибустьеры сдались. К концу 1821 года Мексика получила независимость от Испании, Техас стал частью нового государства.

### Мексика
В 1829 году поселение Мексиканского Техаса сменило название на Голиад, предположительно анаграмму имени Идальго, в честь отца мексиканской войны за независимость Мигеля Идальго.
9 октября 1835 года, в начале Техасской революции, группа техасцев атаковала пресидио Ла-Байя в ходе битвы за Голиад. Гарнизон крепости быстро сдался, оставив войска Техаса контролировать укрепление. 20 декабря 1835 года в поселении была подписана первая декларация о независимости республики Техас. Техасцы контролировали регион до марта 1836 года, когда силы полковника мятежников Джеймса Фэннина были повержены в битве у ручья Колето. Бывший тогда президентом Мексики Антонио Лопес де Санта-Анна приказал казнить всех захваченных в плен. 27 марта 1836 года, в вербное воскресенье, 303 заключённых были выведены за пределы крепости для казни. Ещё 39 были казнены в крепости, 20 были помилованы, поскольку были врачами или помощниками врачей. Всего 342 человека были казнены и 28 удалось сбежать. Событие получило название Голиадская резня.
Знаменитый мексиканский генерал Игнасио Сарагоса, командовавший силами мексиканцев в битве при Пуэбле, родился в Голиаде в 1829 году. Дата битвы, 5 мая, теперь считается праздником Синко де Майо в Мексике.
В Голиаде жил техасский стрелок Кинг Фишер, до того как он переехал в Игл-Пасс (округ Мэверик).

### Торнадо 1902 года
В 1902 году по городу прошёл торнадо, унёсший жизни 114 человек, включая шерифа города, Роберта Шоу. Торнадо стал одним из двух самых смертельных в Техасе и одиннадцатым по этому показателю в истории США.

## География

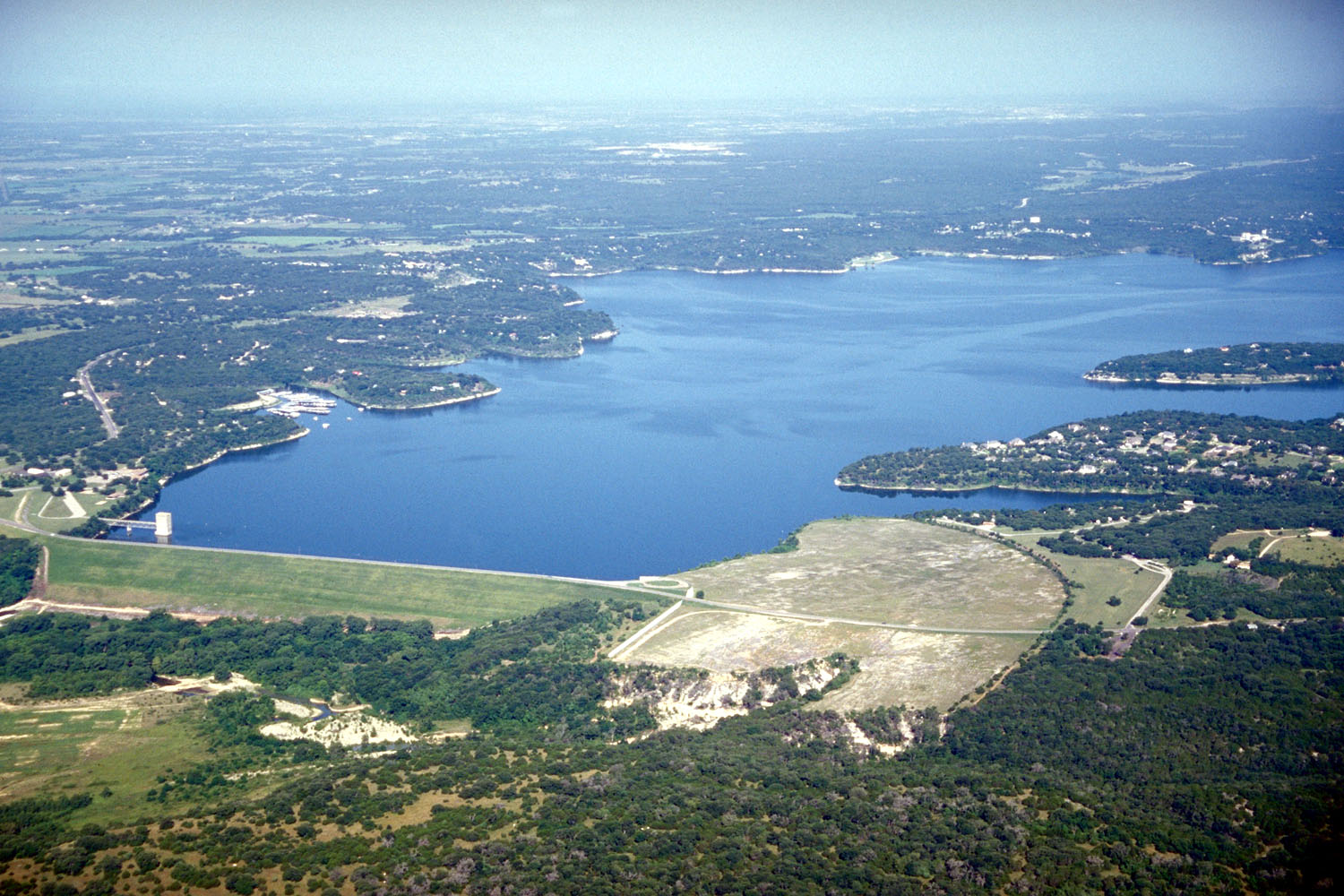
Дамба и озеро Белтон

Голиад находится в центре округа, его координаты: 28°40′16″ с. ш. 97°23′33″ з. д..
Согласно данным бюро переписи США, площадь города составляет 4,1 квадратных километра, абсолютное большинство занято сушей.

### Климат
Согласно классификации климатов Кёппена, в Голиаде преобладает влажный субтропический климат.
| Показатель                    | Янв.  | Фев.  | Март | Апр. | Май  | Июнь | Июль | Авг. | Сен. | Окт. | Нояб. | Дек.  | Год   |
| ----------------------------- | ----- | ----- | ---- | ---- | ---- | ---- | ---- | ---- | ---- | ---- | ----- | ----- | ----- |
| Абсолютный максимум, °C       | 32,2  | 36,1  | 37,2 | 40,6 | 38,9 | 44,4 | 44,4 | 44,4 | 43,9 | 38,9 | 35,6  | 31,7  | 44,4  |
| Средний суточный максимум, °C | 19,4  | 21,3  | 24,8 | 27,9 | 30,9 | 33,8 | 35,3 | 35,8 | 33,3 | 29,7 | 24,4  | 20,6  | 28,1  |
| Средняя температура, °C       | 13    | 14,8  | 18,3 | 21,9 | 25,2 | 27,9 | 29,2 | 29,4 | 27,1 | 22,9 | 17,8  | 14,1  | 21,8  |
| Средний суточный минимум, °C  | 6,6   | 8,3   | 11,8 | 15,8 | 19,5 | 22,2 | 23   | 22,9 | 20,8 | 16,1 | 11,2  | 7,6   | 15,5  |
| Абсолютный минимум, °C        | −13,9 | −10,6 | −6,7 |      | 5,6  | 12,8 | 16,1 | 14,4 | 6,7  | −5   | −6,7  | −13,3 | −13,9 |
| Норма осадков, мм             | 57    | 52    | 53   | 67   | 102  | 91   | 78   | 74   | 112  | 88   | 60    | 56    | 887   |
| Источник: weatherbase.com     |       |       |      |      |      |      |      |      |      |      |       |       |       |

## Население
Согласно переписи населения 2010 года, в 2010 году в городе проживало 1908 человек, 739 домохозяйств, 471 семья. Расовый состав города: 76,5% — белые, 7,8% — чернокожие, 0,7% — коренные жители США, 0,5% — азиаты, 0,1% — жители Гавайев или Океании, 11,9% — другие расы, 2,5% — две и более расы. Число испаноязычных жителей любых рас составило 52,5%.
Из 739 домохозяйств, в 27,1% проживают дети младше 18 лет. В 43,6% случаев в домохозяйстве проживают женатые пары, 16,1% — домохозяйства без мужчин, 36,3% — домохозяйства, не составляющие семью. 31,7% домохозяйств представляют из себя одиноких людей, 16,5% — одиноких людей старше 65 лет. Средний размер домохозяйства составляет 2,47 человека. Средний размер семьи — 3,15.
28,5% населения города младше 20 лет, 18,7% находятся в возрасте от 20 до 39, 32,9% — от 40 до 64, 19,9% — 65 лет и старше. Средний возраст составляет 42,1 года.
Согласно данным опросов пяти лет с 2010 по 2014 годы, средний доход домохозяйства в Голиаде составляет 48 438 доллара США в год, средний доход семьи — 58 289 долларов. Доход на душу населения в городе составляет 23 954 долларов. Около 14,8% семей и 16,5% населения находятся за чертой бедности. В том числе 19,5% в возрасте до 18 лет и 25,6% в возрасте 65 и старше.

## Местное управление
Управление городом осуществляется городским советом из пяти членов и мэром.
Структура органов местного управления выглядит следующим образом:
| Должность                                    | Имя                                                    |
| -------------------------------------------- | ------------------------------------------------------ |
| Мэр, член муниципального совета              | Трудиа Престон                                         |
| Заместитель мэра, член муниципального совета | Луис Родригес                                          |
| Прочие члены муниципального совета           | Робин Аланиз, Мэри Д. Бёрнс, Бренда Мозес, Нейтан Лилл |

## Инфраструктура и транспорт
Через город проходят автомагистрали США US 59 и US 183.
В городе находится частный аэропорт Лантана Ридж, длина взлётно-посалочной полосы составляет 1006 метров. Ближайшим аэропортом, выполняющим коммерческие пассажирские рейсы является региональный аэропорт Виктории.

## Образование
Город обслуживается независимым школьным округом Голиад.

## Отдых и развлечения
- До 2012 года в аэропорту Голиад около Берклэйра проходили гоночные фестивали моторных видов спорта «Техасская миля»[26]. После того, как аэропорт передали в распоряжение военных, фестиваль переместился в Бивилл.
- Ярмарочные дни Голиада, проходящие каждую вторую субботу месяца — мероприятие, на котором продаются пищевые продукты, произведения искусства и прочий товар.
- Холл Шрёдер (англ. Schroeder Hall) — один из старейших танцевальных залов, в которых выступали такие легенды, как Джордж Джонс, Мерл Хаггард, Вилли Нельсон, Рэй Принс и многие другие. В заведении по прежнему часто выступают звёзды музыки кантри первой величины.